# Heinrich Kemner
Heinrich Kemner (* 19. Juni 1903 in Dünne/Westfalen; † 13. Juni 1993 in Walsrode) war lutherischer Erweckungstheologe und Prediger. Nach seiner Pensionierung als Gemeindepfarrer gründete und leitete er den bekannten Ahldener Jugendtag, die Ahldener Bruderschaft und das Geistliche Rüstzentrum Krelingen. Als Evangelist und Schriftsteller wirkte er weit über die Grenzen Deutschlands hinaus.

## Leben und Wirken
Heinrich Kemner wurde auf einem alten Bauernhof im Minden-Ravensberger Land geboren, auf dem er bis zu seinem 20. Lebensjahr arbeitete. Nachdem er die Landwirtschaftsschule und Höhere Lehranstalt für praktische Landwirte in Soest besucht hatte, arbeitete er bis 1929 als Oberinspektor auf dem Rittergut Turow bei Grimmen in Mecklenburg-Vorpommern. Er besuchte die Privatschule Hansa-Gildemeister in Hannover und holte schließlich 1931 in Krems an der Donau das Abitur nach.
Kemner studierte anschließend Theologie in Wien, Münster und Bonn. Nachdem er 1934 wegen Widerstandes gegen die deutschchristliche Ausrichtung aus dem Predigerseminar Soest entlassen worden war, wurde er von der Bekennenden Kirche übernommen. Nach verschiedenen Vikariatsstellen unter anderem in Witten und einer Tätigkeit als Pressereferent für die Gossner Mission Berlin wurde er Hilfsgeistlicher an der Stadtkirche Detmold, in Dielingen und schließlich in Dortmund-Schüren. Da er aus Gewissensgründen nicht in der Westfälischen Landeskirche bleiben konnte, wechselte Kemner nach seiner Ordination in die Hannoversche Landeskirche, wo er 1937 Pfarrer von Ahlden bei Walsrode wurde.
Während des Zweiten Weltkrieges wurde Kemner in eine Sanitätskompanie eingezogen. Zurück in Ahlden begründete er 1946 ein Jugendheim und den ersten Ahldener Jugendtag, der 1973 nach Krelingen verlegt wurde. Daraus entwickelte sich der größte evangelistische Jugendtag der Bundesrepublik Deutschland, der 1992 in Jugendfestival BAM (Begegnung, Aktion, Musik) umbenannt wurde. Im November 1952 gründete Kemner die Ahldener Bruderschaft, einen lutherisch-pietistischen Verein, dem Pastoren und Laienmitarbeiter angehören. Er profilierte sich in den folgenden Jahren als einer der bekanntesten Pastoren in Deutschland und Organisator der Erweckungsbewegung in Deutschland. Er gab die Zeitschrift Erweckliche Stimme heraus, missionierte in der Schweiz, Finnland, Norwegen, Schweden, Kanada, den USA und Südafrika. Er engagierte sich in der bundesweiten Bekenntnisbewegung Kein anderes Evangelium und stand 1967 der niedersächsischen Bekenntnisbewegung vor.
In Krelingen baute Kemner vor allem nach seiner Pensionierung im Oktober 1969 das Geistliche Rüstzentrum Krelingen auf. Neben Gästehäusern entstanden hier eine Landwirtschaft, eine Gärtnerei, Werkstätten, Therapieeinrichtungen für Drogenabhängige und psychisch Kranke, eine Kirche, ein Seminar zur Vorbereitung auf das Theologiestudium, eine Altenwohnsiedlung und eine große Versammlungshalle. Im April 1983 erhielt Kemner das Bundesverdienstkreuz 1. Klasse. Neben seiner Tätigkeit als Seelsorger und evangelistischer Prediger veröffentlichte Kemner 48 zumeist evangelistische Bücher.
Ob seines Konservatismus war Kemner aber nicht unumstritten. Während er von Politikern und Persönlichkeiten wie Martin Niemöller, Marianne von Weizsäcker, Ernst Albrecht, Peter Hahne oder Horst Waffenschmidt Unterstützung erfuhr, wurde er wegen seiner scharfen Ablehnung der Emanzipation und der Homosexualität kritisiert. „Wenn homosexuelle Männer und lesbische Frauen die Kanzeln der Kirchen besteigen“, hatte Kemner gepredigt, „dann ist die Gottesfinsternis in ihr vollendet.“ Nachdem am 4. April 1992 Maria Jepsen zur Bischöfin von Hamburg gewählt wurde, die damit nicht nur als erste Frau in der evangelisch-lutherischen Kirche ein Bischofsamt bekleidete, sondern sich auch für eine „sanfte feministische Theologie“ aussprach, gründete Kemner am 31. Oktober 1992 in Krelingen den Gemeindenotbund, ab Dezember 1992 Gemeindehilfsbund genannt, weil wegen der „Laxheit“ der Kirchen gegenüber Feminismus, Homosexualität und Frauenordination die Situation schlimmer sei „als bei Gründung des Pfarrernotbundes im 3. Reich“. Später akzeptierten Kemner und das Rüstzentrum zumindest die Frauenordination, weil dies nicht die Frage sei, an der alles hänge.
Kurz nach Kemners Tod ermittelte die Staatsanwaltschaft Verden gegen das Geistliche Rüstzentrum Krelingen wegen Steuerhinterziehung, zweifelhafter Spendenverbuchungen, schwarzer Kassen und persönlicher Bereicherung mancher Mitarbeiter. Dabei geriet auch Kemner, „der ungekrönte König des Klingelbeutels“ (Der Spiegel), in die Kritik. Kemner habe, so sein Nachfolger Wilfried Reuter, das Rüstzentrum „über die Brieftasche regiert“ und finanzielle Angelegenheiten „so nebenbei aus der Aschkiepe geregelt“. Damit habe er die „archaische“ Buchführung zu verantworten. Die Steuerbehörden hatten danach den Fall geklärt und im Juli 1994 abgeschlossen.

## Theologie
Kemner wurde maßgeblich in seinem theologischen Anliegen von Sören Kierkegaard und Hermann Bezzel geprägt. Sein Grundanliegen war der des Anknüpfungspunktes von wortgemäßer Verkündigung. Sie gelänge dann, wenn sie zur Krisis als Grenzerfahrung des Lebens führt, und so den ewigkeitlichen Ausblick eröffne (καιρός). Der gottlose Mensch sei Suchender und zugleich Verzweifelter, wenn er den Blick in sich wage; in seinem Treiben stecke die Sehnsucht nach Ewigkeit. In der Bekehrung des Menschen zu Gott erlebe er aber die Befreiung von sich selbst. Die Aufgabe der Verkündigung sei demnach nicht der Mensch in seiner Denknot, sondern seiner Existenznot, deshalb suche die Verkündigung die Existenzmitte des Menschen und bedürfe ebenso der Dringlichkeit wie des Anstoßes zur Entscheidung. Kemner sah das Geheimnis der Vollmacht für den Verkündiger in der Gemeinschaft mit Christus, die aber erst durch die konkrete Beichte möglich werde. Für ihn blieb, in der Verkündigung die eschatologische Hoffnung festzuhalten, hinter den Widerständen schon die Siege Gottes zu sehen. Dabei bliebe für den Glaubenden das rechte Verständnis von Rechtfertigung und Heiligung von grundlegender Bedeutung, ohne das dynamische Christusnachfolge und deren Glaubwürdigkeit nicht möglich sei. Die Rechtfertigung des Christen sei kein passives Geschehnis und die Heiligung kein frommer Aktionismus; in beides sei und bleibe der Glaubende eingebunden. Einem verbissenen, frommen Aktionismus stellte Kemner eine „geheiligte Natürlichkeit“ gegenüber und sah in der Gleichzeitigkeit mit Christus (Kierkegaard) die Bestimmung des Glaubenden.
Damit positionierte sich Kemner als pietistisch inspirierter Kritiker der historisch-kritischen Bibelauslegung und der Entmythologisierung der Bibel durch Rudolf Karl Bultmann. Er postulierte eine biblische Ethik als absoluter Norm für Glauben und Leben, die ihn zu einem scharfen Kritiker auch offizieller kirchlicher Stellungnahmen zu Abtreibung, Homosexualität, Sexualmoral und Emanzipation werden ließ. Dementsprechend scharf war etwa seine Kritik an einer aus seiner Perspektive oberflächlichen Weltlichkeit, bei der die Sünde namenlos bleibe. Unter „Sünde“ verstand er nicht zuletzt „Leidenschaft“:

„Körperliche Vergiftungen sind gefährlich, seelische noch viel
mehr. Und wie leicht können sie geschehen. Es ist die große Gefahr
schlechter Literatur, der Tanzdielen und zweifelhaften Filme,
daß sie dem jungen Menschen vorgaukeln, der Weg zum
Glück gehe über die Leidenschaft. Wer ihre unheimliche Glut
zur Flamme weckt, wird erleben, daß er mit der Seele darin
verbrennt. In jeder Leidenschaft liegt eine Versuchung der Hölle.
Mag das Spiel mit ihr anfänglich noch so reizvoll sein, im Verborgenen
lauert der Feind der Seele. Jesus erkannte ihn in untrüglicher
Diagnose als den Mörder von Anfang.“

## Schriften
- Signale (aufgenommen und weitergegeben) (1958)
- Christus oder Chaos. Eine kritische Untersuchung der Theologie Bezzels im Verhältnis zu Luther (1959), ISBN 3-8311-4637-3
- Kontakte, gefunden und aufgezeichnet (1959)
- Blinkfeuer. Erlebtes von Heinrich Kemner (1959)
- Jona. Ein Mann geht nach Ninive (1960)
- Liebe oder Leidenschaft (1960)
- SOS: Rauschgift oder Freiheit (1960)
- Vollmacht und Sendung (1960)
- Verkündigung heute (1960)
- Ist Gott anders? (1960)
- Scheinwerfer. Kurzgeschichten (1963)
- Die Samariterin (1965)
- Wetterleuchten des Weltendes (1966)
- Simon Petrus. Die Geschichte einer Wandlung (1967)
- Hermann Bezzel. Wächter im Bischofsamt. Reden, Aufsätze, Betrachtungen (1968)
- Die das Leben lieben (1969)
- Gott baut auf allen Straßen. Anrufe in unserer Zeit, Brunnen-Verlag, Gießen 1971, 2. Aufl. 1972, ISBN 3-7655-0285-5
- Nicht mehr anonym (1971)
- Jesus trifft dich überall (1971), ISBN 3-7655-0251-0
- Wir wählen die Hoffnung (1973), ISBN 3-921113-35-0
- Weg und Ziel. Aus meinem Leben (1973), ISBN 3-417-00441-1
- Erlebtes und Erfahrenes (1973), ISBN 3-87067-019-3
- Allerlei am Weg (1973), ISBN 3-7655-3320-3
- Prophetische Verkündigung (1974), ISBN 3-7751-0145-4
- Glaube in Anfechtung. Das Buch Esra für unsere Zeit. Hännsler-Verlag, Neuhausen 1974, ISBN 3-7751-0144-6
- Der Wolkenschieber. Geschichten zum Schmunzeln und Nachdenken (1975), ISBN 3-417-20264-7
- Von der Lehre zum Leben. Nach Hermann Bezzel (1977), ISBN 3-88087-203-1
- Es gibt nichts Schöneres (1977), ISBN 3-87067-089-4
- Das Abenteuer mit Jesus, R. Kawohl Verlag für Jugend und Gemeinde, Wesel 1978, 3. Aufl. o. J., ISBN 3-88087-204-X
- Hermann Bezzel. Auf rechter Straße. Grundfragen des Glaubens (1978)
- Wir wählen das Leben. Bd. I, Verlag der Liebenzeller Mission, Bad Liebenzell 1979, ISBN 3-88002-077-9
- Wir wählen das Leben. Bd. II, Verlag der Liebenzeller Mission, Bad Liebenzell 1981, ISBN 3-88002-125-2
- Brennpunkt zwischen zwei Welten (1981), ISBN 3-88087-211-2
- Da kann ich nur staunen. Lebenslauf (1983), ISBN 3-86147-105-1
- Der vergessene Krug. Erlebnisse und Gedanken (1984), ISBN 3-88087-214-7
- Von Gott geprägt. Begegnungen mit Hermann Bezzel, Vater Bodelschwingh, Wilhelm Busch, Hanns Lilje, Erich Schnepel, Corrie ten Boom, Karl Gottschalk, Friedrich Hauss, Karl Barth, Eva von Tiele-Winckler u. a. (1984), ISBN 3-7751-0922-6
- „... und volle Genüge haben“. Tägliche Andachten. Hänssler, Neuhausen-Stuttgart 1984, ISBN 3-7751-0936-6
- Ratschläge für Seelsorger (1985), ISBN 3-417-12351-8
- Was wird nach dem Tode sein? Gedanken über das Leben nach dem Sterben (1986), ISBN 3-417-12370-4
- Das Geheimnis der Frucht (1987), ISBN 3-7751-1157-3
- Jakob oder gestohlene Segen. Eine Erzählung (1987), ISBN 3-417-20415-1
- Spiel nicht mit dem Feuer. Gefährliche Kraftfelder zwischen Himmel und Hölle (1987), ISBN 3-88087-218-X
- Judas Iskariot. Zwischen Nachfolge und Verrat (1988), ISBN 3-7751-1266-9
- Die Wahrheit macht uns frei. Chancen und Grenzen in Psychologie und Seelsorge (1988), ISBN 3-88087-219-8
- Gott ruft die letzte Reihe. Episoden aus meinem Leben. Erfahrungen und Erlebnisse mit gestrauchelten und gestrandeten Menschen (1989), ISBN 3-87067-363-X
- Der Heilige Geist. Marschkompaß Gottes. Der Glaube an den Heiligen Geist aus biblischer Sicht (1989), ISBN 3-88087-220-1
- Der Tag des Herrn (1992)
- Wer ist Jesus Christus? (1992), ISBN 3-88087-225-2

- Heinrich Kemner – Pfarrer wider Willen. Ein filmisches Porträt (1992)